# René Schiermeyer
René Charles Schiermeyer, né le 27 septembre 1938 à Sélestat, est un lutteur français.

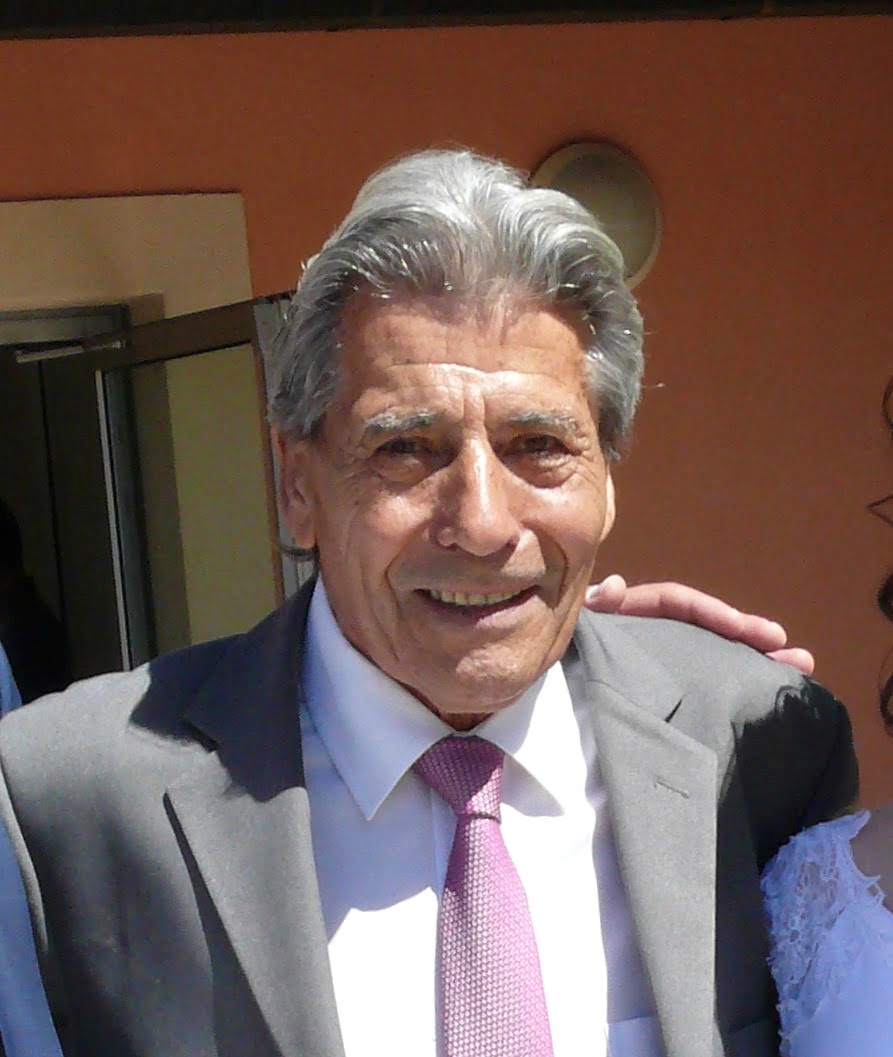
René Schiermeyer en 2019

## Biographie
Considéré comme un des meilleurs lutteurs français de son époque, René Schiermeyer remporte la médaille de bronze aux Jeux olympiques de Rome en 1960 dans la catégorie mi-moyens (gréco-romaine).
En catégorie des moins de 78 kg, il est médaillé d'argent en lutte libre aux Jeux méditerranéens de 1963 et médaillé de bronze en lutte gréco-romaine ainsi qu'en lutte libre aux Jeux méditerranéens de 1959.
Il obtient au total 10 titres de champion de France en lutte libre et gréco-romaine entre 1959 et 1967. Il arrête sa carrière internationale après les Jeux olympiques de Tōkyō en 1964.
Il est également champion de France 1960 en 73 kg et remporte également le titre juniors en 1956 et 1958.
Il reste l'un des meilleur lutteur de sa catégorie, et sa carrière aurait pu être encore plus belle sans une blessure avant les jeux olympiques de Tokyo.[réf. nécessaire]
Il devient ensuite entraineur et directeur technique.